# François Moubandje
Jacques François Moubandje, dit François Moubandje est un footballeur international suisse, né le 21 juin 1990 à Douala (Cameroun) qui évolue au poste d'arrière latéral gauche au FC Sion.

## Biographie

### Jeunesse
François Moubandje  a commencé le football au FC St-Jean (désormais Olympique de Genève FC, club de 3ème division suisse) avant d’intégrer le Centre de formation du Servette FC à l’âge de 13 ans. Il rejoint le FC Meyrin lorsqu'il a 16 ans avec qui il évolue en 1re ligue (troisième division suisse) jusqu'à la pause hivernale 2009-2010.

### En club
Lors de la saison 2011-2012 en Super League Suisse avec le Servette FC, qui finit quatrième, il réalise une grande saison et connaît ses premières apparitions sous le maillot helvétique espoirs.
Sa première saison à Toulouse est très difficile car il est blessé toute la saison, et n'est pas titulaire une seule fois. À l'été 2014, son entraineur Alain Casanova lui demande de jouer désormais dans l'axe. Coïncidence, son prédécesseur Jérémy Mathieu a fait le même repositionnement au Valence CF, du côté gauche vers le centre. Combiné avec son retour de blessure, son repositionnement est un succès inespéré et François Moubandje devient titulaire. Son début de saison est couronné par une première titularisation en équipe nationale. 
Au club depuis 2013, il fait part de son envie de découvrir de nouveaux horizons lors de la saison 2018-2019, refusant en décembre une offre de prolongation du club toulousain. À la suite de cette décision et d'une blessure au ménisque gauche, il ne connait que quatre titularisations de janvier à mai.
Il rejoint le FC Sion le 31 août 2022.

### En sélection
François Moubandje avait été convoqué pour la première fois par le sélectionneur de l'équipe de Suisse espoirs de football Pierluigi Tami pour affronter la équipe de Géorgie espoirs de football le 11 novembre 2011 à Lugano et l'Espagne trois jours plus tard à Cordoue dans le cadre des qualifications pour le championnat d'Europe des moins de 21 ans.
En novembre 2014, Vladimir Petković lui offre sa première sélection avec la Nati contre la Lituanie le 15 novembre 2014 (4-0) où il joue 75 minutes.

## Style de jeu
François est un joueur qui se dépense beaucoup sur le terrain, notamment pour se projeter rapidement vers l'avant du jeu. C'est un joueur qui possède une grande technique[réf. nécessaire].

## Palmarès
Servette FC
- Promotion en Super League en 2010-2011

 Dinamo Zagreb
- Champion de Croatie en 2021 et 2022.

## Statistiques
| Saison                | Club                  | Championnat           | Championnat | Championnat | Coupe nationale | Coupe nationale | Coupe de la Ligue | Coupe de la Ligue | Compétition(s) continentale(s) | Compétition(s) continentale(s) | Compétition(s) continentale(s) | Suisse | Suisse | Total | Total |
| Saison                | Club                  | Division              | M.          | B.          | M.              | B.              | M.                | B.                | Comp.                          | M.                             | B.                             | M.     | B.     | M.    | B.    |
| 2007-2008             | FC Meyrin             | 1re ligue             | 3           | 1           | -               | -               | -                 | -                 | -                              | -                              | -                              | -      | -      | 3     | 1     |
| 2008-2009             | FC Meyrin             | 1re ligue             | 10          | 0           | -               | -               | -                 | -                 | -                              | -                              | -                              | -      | -      | 10    | 0     |
| 2009-2010             | FC Meyrin             | 1re ligue             | 12          | 0           | 1               | 0               | -                 | -                 | -                              | -                              | -                              | -      | -      | 13    | 0     |
| Sous-total            | Sous-total            | Sous-total            | 25          | 1           | 1               | 0               | -                 | -                 | -                              | -                              | -                              | -      | -      | 26    | 1     |
| 2009-2010             | Servette FC           | Challenge League      | 5           | 0           | -               | -               | -                 | -                 | -                              | -                              | -                              | -      | -      | 5     | 0     |
| 2010-2011             | Servette FC           | Challenge League      | 17          | 0           | -               | -               | -                 | -                 | -                              | -                              | -                              | -      | -      | 17    | 0     |
| 2011-2012             | Servette FC           | Super League          | 26          | 1           | 3               | 0               | -                 | -                 | -                              | -                              | -                              | -      | -      | 29    | 1     |
| 2012-2013             | Servette FC           | Super League          | 20          | 0           | -               | -               | -                 | -                 | C3                             | 4                              | 0                              | -      | -      | 24    | 0     |
| 2013-2014             | Servette FC           | Challenge League      | 6           | 1           | 1               | 0               | -                 | -                 | -                              | -                              | -                              | -      | -      | 7     | 1     |
| Sous-total            | Sous-total            | Sous-total            | 74          | 2           | 4               | 0               | -                 | -                 | -                              | 4                              | 0                              | -      | -      | 82    | 2     |
| 2013-2014             | Toulouse FC           | Ligue 1               | 3           | 0           | -               | -               | 1                 | 0                 | -                              | -                              | -                              | -      | -      | 4     | 0     |
| 2014-2015             | Toulouse FC           | Ligue 1               | 31          | 0           | 1               | 0               | 1                 | 0                 | -                              | -                              | -                              | 6      | 0      | 39    | 0     |
| 2015-2016             | Toulouse FC           | Ligue 1               | 23          | 0           | 2               | 1               | 3                 | 0                 | -                              | -                              | -                              | 5      | 0      | 33    | 1     |
| 2016-2017             | Toulouse FC           | Ligue 1               | 34          | 0           | 1               | 0               | 1                 | 0                 | -                              | -                              | -                              | 3      | 0      | 39    | 0     |
| 2017-2018             | Toulouse FC           | Ligue 1               | 23          | 0           | 1               | 0               | 1                 | 1                 | -                              | -                              | -                              | 4      | 0      | 29    | 1     |
| 2018-2019             | Toulouse FC           | Ligue 1               | 22          | 0           | 0               | 0               | 0                 | 0                 | -                              | -                              | -                              | 3      | 0      | 25    | 0     |
| Sous-total            | Sous-total            | Sous-total            | 136         | 0           | 4               | 1               | 7                 | 1                 | -                              | -                              | -                              | 21     | 0      | 168   | 2     |
| 2019-2020             | Dinamo Zagreb         | Prva Liga             | 14          | 0           | -               | -               | -                 | -                 | C1                             | 1                              | 0                              | -      | -      | 15    | 0     |
| Sous-total            | Sous-total            | Sous-total            | 14          | 0           | -               | -               | -                 | -                 | -                              | 1                              | 0                              | -      | -      | 15    | 0     |
| 2020-2021             | Alanyaspor            | Süper Lig             | 29          | 3           | 3               | 0               | -                 | -                 | C3                             | 1                              | 0                              | -      | -      | 33    | 3     |
| Sous-total            | Sous-total            | Sous-total            | 29          | 3           | 3               | 0               | -                 | -                 | -                              | 1                              | 0                              | -      | -      | 33    | 3     |
| Total sur la carrière | Total sur la carrière | Total sur la carrière | 278         | 6           | 12              | 1               | 6                 | 1                 | -                              | 6                              | 0                              | 21     | 0      | 323   | 8     |